# Becca Tobin
Rebecca Grace Tobin (Marietta, Georgia, 18 de janeiro de 1986) é uma atriz, cantora e dançarina americana conhecida como Becca Tobin. Trabalhou no musical da Broadway Rock Of Ages. Entrou para o elenco da série Glee em 2012 interpretando a Cheerio Kitty Wilde. Também excursionou com a Trans-Siberian Orchestra em 2011. Possui um site nomeado June Moss onde posta fotos de si mesma com diferentes visuais em diferentes cenários.

## Início de carreira
Becca cresceu em Marietta, Georgia como a mais nova de suas irmãs. Frequentou a Pebblebrook High School, Marietta. Ela era líder de torcida desde a 7.ª série e depois da 8.ª série fez aulas de dança. Seu pai é judeu. Ela transferiu de uma escola na metade de seu último ano. Já havia se transferido de uma escola de artes de teatro para uma escola pública, pois começou a ficar intimidada por meninas que a chamavam de "show de horror" e "nerd". Segundo elas, Becca nunca iria se tornar uma estrela ou ser um sucesso, e uma das garotas ameaçou espancá-la. Também recebia mensagens de texto com ofensas e sua única amiga começou a ignorá-la. Por causa do bullying, ela começou a pular eventos escolares, como torcidas organizadas, e não foi em sua formatura. Ela se formou em Wheeler High School, em 2004. É uma ex-aluna da AMDA, uma realização de faculdade de artes.

## Carreira
Sua primeira apresentação de foi aos quatro anos, como uma árvore de Natal em concurso de sua escola de férias. Em entrevista disse que em sua primeira apresentação numa peça regional, se sentiu no topo do mundo. Mudou-se para Nova York quando tinha 18 anos para começar a trabalhar imediatamente. Becca fez projetos de teatro de pequeno porte, embora a maioria deles eram tão pequenos, que não aparecia seu nome nos créditos. Excursionou com a Orquestra Trans-Siberian em 2011. Glee é seu primeiro grande projeto. Na série ela faz o papel de uma líder de torcida má que no começo tem uma rivalidade com Marley Rose. Sua primeira canção na série foi "Hold It Against Me" da cantora Britney Spears, junto com Heather Morris, onde as duas fazem um número de dança. Sua primeira canção onde sua voz é a principal é "Everybody Talks" junto com seu colega de trabalho Jacob Artist. Recebeu críticas positivas após a sua atuação no décimo oitavo episódio da quarta temporada "Shooting Star" onde mostra como os alunos do Glee Club reagiram em um tiroteio no colégio. Foi garota propaganda da Coca Cola junto com Melissa Benoist, Jacob Artist e Dean Geyer em 2013.

## Vida pessoal
Apoia o anti-bullying por já ter sido intimidada no colégio. Fez pequenos papéis em teatros, embora na maioria ela fazia substituições. É fã do ator Patrick Swayze e do filme Grease 2. Ela contou que o melhor presente que já recebeu foi sua cadela Sophie que ganhou de seus pais de Natal. É muito amiga dos atores mais antigos da série Glee. Teve um relacionamento com Matt Bendink que veio a falecer dia 10 de julho de 2014 quando foi encontrado em um quarto de hotel na Filadélfia.

## Filmografia

### Televisão
| Ano       | Título          | Personagem    | Notas        |
| --------- | --------------- | ------------- | ------------ |
| 2009      | Wiener & Wiener | Heather       | 1 episódio   |
| 2012-2015 | Glee            | Kitty Wilde   | 42 episódios |
| 2014      | Drop Dead Diva  | Empress Katia | 1 episódio   |
| 2014      | Mystery Girls   | por anunciar  | 1 episódio   |

### Teatro
| Ano       | Título              | Personagem                     | Notas               |
| --------- | ------------------- | ------------------------------ | ------------------- |
| 2005      | Cats                | Etcetera                       | Teatro regional     |
| 2006      | West Side Story     | Velma                          | Teatro regional     |
| 2008      | High School Musical | Figurante                      | Teatro regional     |
| 2008-2009 | Oklahoma!           | Figurante                      | Teatro regional     |
| 2009-2011 | Rock of Ages        | Sherrie (suplente) & dançarina | Musical da Broadway |

## Prêmios e indicações
| Ano  | Prêmio             | Categoria                               | Trabalho  | Resultado |
| ---- | ------------------ | --------------------------------------- | --------- | --------- |
| 2013 | Teen Choice Awards | Melhor vilão de televisão               | Glee      | Indicado  |
| 2013 | Taste Awards       | Great Taste Prize: Hollywood Tastemaker | ela mesma | Venceu    |

## Discografia
- Glee
- Glee: The Music Season 4, Volume 1
- Glee: The Music Presents Glease
- Glee Sings the Beatles
- A Katy or A Gaga (EP)
- Movin' Out (EP)
- Glee: The Music, The Christmas Album Volume 4